# Людмила Пайдушакова
Людмила Пайдушакова (словац. Ľudmila Pajdušáková, 29 червня 1916 — 5 жовтня 1979) — словацька астрономка, директорка Обсерваторії Скалнате Плесо.

## Біографія
Вона була дочкою купця Венделіна Падушака та Юстини Анни Пазурікової. Народилася в селі Радошовці в окрузі Скалиця. Вона була старшою з чотирьох дітей у родині. Після смерті батька в 1932 році її мати з дітьми переїхала в село Кляштор-под-Знєвом. Там у 1927—1935 роках вона навчалася в місцевій гімназії. Смерть матері в 1935 році змусила її якомога швидше почати працювати. Тому вона закінчила однорічне педагогічне училище і в 1936 році влаштувалася на роботу в школу. Вона працювала помічницею вчителя в школі в Виносадах, потім у Слепчанах, а в 1939—1940 роках — викладачем у Брвніште. Наступні два роки вона пропрацювала в школі в Тренч'янській Теплі. 1 липня 1944 року вона почала працювати в Обсерваторії Скалнате Плесо, а в 1958—1979 роках була її директоркою. У 1950 році вона заочно закінчила Університет Коменського у Братиславі за напрямом астрономія. У 1966 році захистила докторську дисертацію «Асиметрія сонячної корони». З 1967 року вона була членкинею Міжнародного астрономічного союзу.
9 квітня 1949 року вона одружилася з чеським астрономом Антоніном Мркосом, і в 1953 році у них народився син Іван. Вони розлучилися в 1961 році. 26 жовтня 1963 року вийшла заміж вдруге за Тібора Грчека. Цей шлюб тривав до її смерті в жовтні 1979 року.

## Відкриття
Людмила Пайдушакова була відкривачкою або співвідкривачкою 5 комет:
- 45P/Хонди-Мркоса-Пайдушакової — періодична комета, відкрита 3 грудня 1948 року японським астрономом Мінорою Хондою в Курасікі та одночасно Антоніном Мркосом і Людмилою Пайдушаковою[6][7].
- C/1946 K1 Пайдушакової-Ротбарта-Вебера. Відкрита 30 травня 1946 року[4].
- C/1948 E1 Пайдушакової-Мркоса. Відкрита 13 березня 1948 року[8].
- C/1951 C1 Пайдушакової. Відкрита 4 лютого 1951[4].
- C/1953 X1 Пайдушакової. Відкрита 3 грудня 1953 року[4].

## Нагороди
- У 1956 році вона отримала орден Праці[sk] від тодішнього президента Чехословаччини Антоніна Запотоцького[3].

## Пам'ять
Астероїд 1982 UJ2, відкритий 17 жовтня 1982 року Антоніном Мркосом в Обсерваторії Клеть, був названий на її честь 3636 Пайдушакова.